# Macroderma gigas
Genre
Espèce
Synonymes
- Macroderma saturata Douglas, 1962

Statut de conservation UICN

 VU C1 : Vulnérable
la Chauve-souris fantôme est  une espèce de chauves-souris de la famille des Megadermatidae, la seule espèce actuelle du genre Macroderma.
Elle doit son nom français à la finesse de la membrane de ses ailes qui la fait ressembler à un fantôme lorsqu'elle vole la nuit.

## Distribution
Cette espèce est endémique du nord de l'Australie.
Elle habite aussi bien l'est désertique de l'Australie-Occidentale que les forêts humides du nord du Queensland. Elle vit en petites colonies, généralement de moins d'une centaine d'individus, dans des cavernes, des galeries de mines et des grottes.

## Description
Elle mesure environ 12 cm de long pour un poids de 150 g. Elle a une fourrure grise sur le dos, gris pâle ou blanche sur le ventre. Les ailes sont longues et étroites, elle n'a pas de queue. Les femelles sont généralement plus petites que les mâles. Elle a de grandes oreilles pour entendre à longue distance et des dents très pointues pour attaquer ses proies.
Elle est la seule chauve-souris carnivore en Australie et est également la plus grande Microchiroptère au monde. Elle est essentiellement insectivore, mais elle se nourrit aussi de grenouilles, lézards, et d'autres petits animaux, y compris d'autres chauves-souris. Elle chasse à vue et par écholocation. Après avoir tué sa proie d'une puissante morsure, elle la porte à son perchoir pour la manger.
Il en reste environ 4 000 à 6 000 dans la nature. Les femelles donnent naissance à un jeune, entre septembre et novembre, une fois par an. Macroderma gigas est considérée comme vulnérable, sa population diminuant à cause de la destruction des galeries d'exploitation minière, de son habitat pour usage agricole et même de la transformation des grottes en grottes touristiques.

## Publications originales
Macroderma
- Miller, 1906 : Twelve new genera of bats. Proceedings of the Biological Society of Washington, vol. 19, p. 83-85.

Macroderma gigas
- Dobson, 1880 : On some new or rare species of Chiroptera in the collection of the Göttingen Museum. Proceedings of the Zoological Society of London, vol. 1880, p. 461-462.